# ضیا ممدوف
ضیا ممدوف آرزومان اوغلو (ترکی آذربایجانی: Ziya Məmmədov Arzuman oğlu؛ زادهٔ ۲۸ آوریل ۱۹۵۲) سیاست‌مدار آذربایجانی است که به عنوان وزیر حمل و نقل جمهوری آذربایجان مشغول به کار است.
ممدوف از دانشگاه راه‌آهن روستوف فارغ‌التحصیل شده‌است. وی از ۱۹۹۶ تا ۲۰۰۲ پیشتر رئیس هیئت مدیره راه‌آهن دولتی آذربایجان بوده و مدتها در راه‌آهن این کشور کار کرده‌است. او دارای عنوان کارگر افتخاری راه‌آهن است. او از حامیان افزوده شدن تعرفه راه‌آهن در این کشور است. او همچنین شهروند افتخاری شهر دربند روسیه است.